# Fernando Cento
Fernando Cento (10. srpna 1883, Pollenza – 13. ledna 1973, Řím) byl italský římskokatolický duchovní, arcibiskup, apoštolský nuncius a kardinál.

## Život
Narodil se 10. srpna 1883 v Pollenze jako syn Evarista Centa a jeho druhé manželky Ermelindy Andreani. Měl nevlastní sestru Rosu a bratra Vincenza.
Studoval v semináři v Maceratě a kanonické právo na Papežská univerzita Gregoriana. Získal také doktorát z literatury na univerzitě La Sapienza.
Dne 19. března 1904 byl vysvěcen na ostiáře a lektora. Dne 8. dubna 1905 přijal svěcení na exorcistu a akolytu. Dne 23. září 1905 byl vysvěcen na podjáhna a 17. prosince na jáhna.
Dne 23. prosince 1905 byl vysvěcen na kněze. Získal dispenz kvůli jeho nízkému věku.
Byl profesorem literatury v semináři v Maceratě a filosofie na státním institutu. Byl znám jako dobrý kazetel. Během první světové války pracoval ve vojenské nemocnici v Anconě.
Dne 15. listopadu 1917 mu byl udělen titul Kaplan Jeho Svatosti.
Od roku 1918 do roku 1919 byl osobním sekretářem papežského majordoma arcibiskupa Giovanni Tacciho.
Byl kanovníkem katedrální kapituly v Maceratě.
Dne 22. července 1922 jej papež Pius XI. jmenoval biskupem diecéze Acireale. Biskupské svěcení přijal 3. září 1922 z rukou kardinála Giovanni Tacciho, biskupa Domenica Pasiho a biskupa Placida Fernianiho.
Dne 24. června 1926 byl ustanoven titulárním arcibiskupem ze Seleucia Pieria a apoštolským nunciem ve Venezuele.
Dne 26. července 1927 byl převeden jako nuncius do Peru. Působil jako chargé d’affaires v Ekvádoru.
Dne 9. března 1946 se stal apoštolským internunciem v Lucembursku a nunciem v Belgii.
Od roku 1950 byl nunciem v Lucembursku. Dne 26. října 1953 byl jmenován nunciem v Portugalsku.
Dne 2. června 1953 se zúčastnil korunovace britské královny Alžběty II.
Dne 15. prosince 1958 jej papež Jan XXIII. jmenoval kardinálem-knězem ze Sant'Eustachio. Dne 12. března 1959 převzal kardinálský biret a titulární kostel.
Dne 12. února 1962 byl jmenován hlavním penitenciářem Posvátné Apoštolské penitenciárie.
Dne 23. dubna 1965 byl jmenován kardinálem-biskupem z Velletri.
Zemřel 13. ledna 1973 ve 4 ráno v Římě. Pohřební mši vedl arcibiskup Luigi Punzolo. Pohřben byl v kostele svatého Antonína v Pollenze.